# Wojciech Węgrzyn (prawnik)
Wojciech Węgrzyn (ur. 1959) – polski prawnik i urzędnik państwowy, sędzia, w latach 2012–2015 podsekretarz stanu w Ministerstwie Sprawiedliwości.

## Życiorys
Absolwent I Liceum Ogólnokształcącego im. Króla Stanisława Leszczyńskiego w Jaśle. Ukończył studia na Wydziale Prawa i Administracji Uniwersytetu Jagiellońskiego, gdzie ukończył także studia podyplomowe z zakresu prawa cywilnego. Po odbyciu aplikacji sądowej od 1990 był sędzią I Wydziału Cywilnego w Sądzie Okręgowym w Krośnie. W latach 2003–2009 był przewodniczącym Wydziału Gospodarczego w Sądzie Okręgowym w Krośnie, następnie do 1 kwietnia 2012 pozostawał jego prezesem.
2 kwietnia 2012 powołany z rekomendacji Polskiego Stronnictwa Ludowego na stanowisko wiceministra sprawiedliwości w randze podsekretarza stanu, odpowiedzialnego m.in. za kontakty z organizacjami międzynarodowymi, edukację prawną i nowelizację Prawa upadłościowego i naprawczego. Odwołany z tego stanowiska 18 listopada 2015.

## Życie prywatne
Żonaty, ma dorosłą córkę.